# پروانه آرام‌شونده

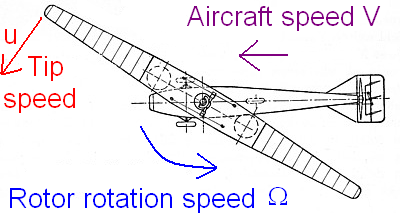

پروانه آرام‌شونده (به انگلیسی: Slowed rotor) یک روش است که در برخی از بالگردها به کار می‌رود. در بسیاری از بالگردها، سرعت گردش پروانه اصلی بالگرد و پروانه دم آن همیشه ثابت است. با کاهش دادن سرعت گردش پروانه در پرواز کروز می‌توان مصرف سوخت را کاهش داد تا بالگرد در حالت کم‌مصرف قرار بگیرد. با کاستن دور موتور در هواچرخ و بالگرد آمیخته سرعت گردش پروانه آنها نیز کم می‌شود بنابراین برای رسیدن به این دستاورد، باید دو عدد بالچه برای بالگرد درنظر گرفته شود تا بالچه‌ها نیز بخشی از نیروی برآر را تأمین کند.

## معرفی

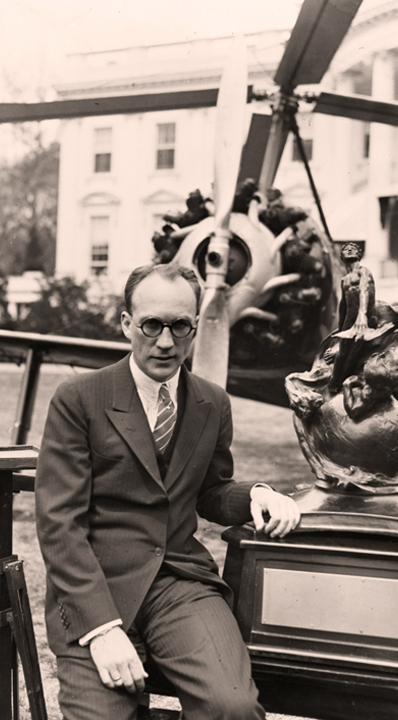
هارولد فردریک پیت‌کیرن دهه ۱۹۳۰ میلادی

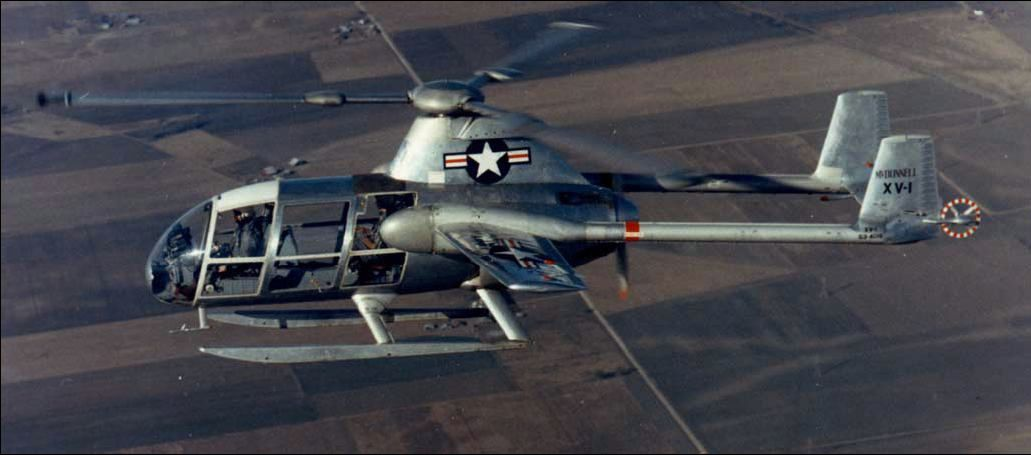
مک‌دانل ایکس‌وی-۱

در یک بالگرد معمولی، نیروی برآر و پیش‌رانش به وسیلهٔ پروانه اصلی بالگرد فراهم می‌شوند. مهندسان به این نتیجه رسیدند که اگر دو عدد بال به بدنهٔ بالگرد اضافه کنند، می‌توان در پرواز رو به‌جلو بخشی از نیروی پروانه اصلی را کاهش داد تا مصرف سوخت کاهش یابد. در پهپاد بوئینگ ای۱۶۰ هامینگ‌برد مهندسان بوئینگ دور موتور بالگرد را تا ۸۵ درصد کاهش دادند که موجب شد ۱۹درصد در مصرف سوخت صرفه‌جویی شود. گرچه این روش بهینه نبوده و روش دیگری توسط کارشناسان مورد بررسی قرار گرفته که تنها ویژهٔ بالگردهای دوموتوره است. به این گونه که با خاموش کردن کامل یکی از موتورها می‌توان مصرف سوخت را از ۲۵ تا ۴۰ درصد کاهش داد، درحالی که نیرو و ایمنی کافی برای پرواز در نمودار ارتفاع-سرعت بالگرد همچنان فراهم باشد.

## تاریخچه
در دهه ۱۹۲۰ و ۱۹۳۰، «خوآن دلا سییروا» بنیانگذار هواگردسازی سییروا پژوهش‌های زیادی در این باره انجام داد و دریافت که در حرکت رو به جلوی هواچرخ، نوک تیغهٔ پیشرو سرعت زیادی نسبت به بادهای روبرو دارد و ممکن است مشکل‌ساز شده و باعث واماندگی در پروانه پسرو گردد. همزمان با او یک مهندس آمریکایی به نام «هارولد فردریک پیت‌کیرن» بنیانگذار هواگردسازی پیت‌کیرن نیز به این موضوع پی برد و ایده‌ای برای افزایش بازده و سرعت هواچرخ‌هایش ارائه داد. او با اضافه کردن یک بالچه با هواچرخ، بخش زیادی از نیروی پسار را از بین برد تا فشار از روی پروانه بزرگ و کوچک هواچرخ برداشته شود. به این صورت که در پیت‌کیرن پی‌سی‌ای-۲ توانست در سال ۱۹۳۲ میلادی، سرعت ۱۸۹ کیلومتر درساعت را با این هواچرخ تجربه کند. در سال ۱۹۵۵ شرکت آمریکایی مک‌دانل توانست با ساختن بالگرد آمیخته ایکس‌وی-۱ برای نخستین بار در تاریخ سرعت ۳۱۰ کیلومتر درساعت را با یک بالگرد تجربه کند. در دهه ۱۹۶۰ میلادی شرکت لاکهید، بالگرد آمیخته لاکهید ای‌اچ-۵۶ چه‌یه‌نه را بعنوان یک طرح آزمایشی ارائه کرد که توانست به رکورد جهانی پرواز یک بالگرد دست پیدا کند. چه‌یه‌نه در سال ۱۹۶۵ به سرعت ۴۳۸ کیلومتر درساعت رسید ولی بنا به تصمیم پنتاگون به تولید انبوه نرسید. تقریباً در همان دوران در دهه ۱۹۶۰ میلادی، بالگرد آمیخته پیاسکی ۱۶-اچ ارائه شد که ۳۷۰ کیلومتر درساعت سرعت داشت و آن نیز به تولید انبوه نرسید. در اواخر دهه ۱۹۶۰ میلادی، بل ۵۳۳ توانست رکورد جهانی برای سرعت یک بالگرد را جابجا کرده و به سرعت ۵۰۹ کیلومتر درساعت دست یابد. پژوهش‌ها در این زمینه همچنان در دست انجام هستند. در قرن ۲۱ بالگرد آمیخته یوروکوپتر ایکس۳ نیز توانست به سرعت ۴۸۷ کیلومتر درساعت دست یابد.